# Roccasparvera
Ne pas confondre avec la localité de Duranus aussi appelée Roccasparviera.
Roccasparvera (en occitan La Ròca et en français, Roquesparvière) est une commune de la province de Coni dans le Piémont en Italie.

## Toponyme
Le nom dérive du rocher qui domine l'entrée de la vallée de la Stura di Demonte, au-dessus de laquelle s’élevait un château (dont il ne reste aujourd'hui que des traces) de l'époque de la domination des marquis de Saluces sur la vallée, en lutte avec la commune de Coni et les Anjou. Ensuite la vallée passa à la Maison de Savoie.
L'agglomération conserve des anciennes murailles la Porte Bolleris, du nom du seigneur du XVe siècle. Sur la place principale, qui reçoit l'église paroissiale toujours du XVe siècle, dédiée à saint Antoine et l'hôtel de ville, se trouve une fontaine couverte en pierres, destinée à l’origine à servir de lavoir. De l'ancienne église paroissiale de Saint Martin il ne reste que les ruines de l'abside.

## Administration
| Période                                  | Période  | Identité   | Étiquette    | Qualité |
| ---------------------------------------- | -------- | ---------- | ------------ | ------- |
| 14 juin 2004                             | En cours | Ilda Viale | Lista Civica |         |
| Les données manquantes sont à compléter. |          |            |              |         |

### Hameaux
Castelletto (Castellet), Piano Quinto.

### Communes limitrophes
Bernezzo, Borgo San Dalmazzo, Cervasca, Gaiola, Rittana, Vignolo.

### Évolution démographique
Habitants recensés

### Jumelage
- Reillanne (France)